# Aviatik D.I
Az Aviatik D.I, egy kétfedelű vadászgép. Neve ismert Aviatik (Berg) D.I néven is, tervezőjéről Julius von Berg mérnökről elnevezve. Az Aviatik (Berg) D.I volt az első vadászgép, mely az Osztrák–Magyar Monarchia területén épült.

## Leírása
A gép első prototípusának kifejlesztésére Julius von Berg mérnököt, az Aviatik társaság vezető tervezőjét nevezték ki. Ő fejlesztette ki vele párhuzamosan az Aviatik (Berg) C típusú kétüléses változatot is.
Az Aviatik (Berg) D.I prototípuson a munkálatok 1916 augusztusában kezdődtek, a gép 1916 végére készült el. Az első prototípus (30,14) próbarepülésére 1916. október 16-án került sor (Aspern), a gép azonban lezuhant, tesztpilótája Ferdinand Konschel halálos sérülést szenvedett.
Az Aviatik Berg D.I 238-as sorozat gépei először az első világháborúban, 1917 őszén Olaszországban és a Balkánon álltak szolgálatba. Eleinte 160 Le-s Austro-Daimler motorral szerelték fel és később további módosításokat is végrehajtottak rajta (később az erősebb, 200 LE-s Austro-Daimler motorral gyártották).
A módosított repülőgépek vizsgálati eredményei már pozitívak voltak, az első sorozat az Aviatik (Berg) D.I Fluggeschwader I volt (FLG I, később átnevezték Flik 101G) (Olaszország). A típusból 1200 példány került megrendelésre, végül azonban csak 700 darabot gyártottak le.
Az anyacég négy szériát gyártott belőle és további tizenkét sorozat készült öt másik gyárban licenc alatt, mely számtalan variációt eredményezett.

## Aviatik Berg D.I változatai
- Aviatik (Osztrák-magyar monarchia) – 38, 138, 238 és 338 sorozattal
- Lohner – 115 és 315 sorozattal
- Lloyd (Aszód) – 48, 248 és 348 sorozattal
- MÁG (Budapest) – 84-es és 92-es sorozattal
- Thöne és Fiala – 101 és 201 sorozattal
- WKF (Wiener Karosserie Fabrik) – 184, 284 és 384 sorozattal

A megrendelt, de el nem készült a 215 és 201-es sorozatú Lohner, valamint Thöne és Fiala volt.

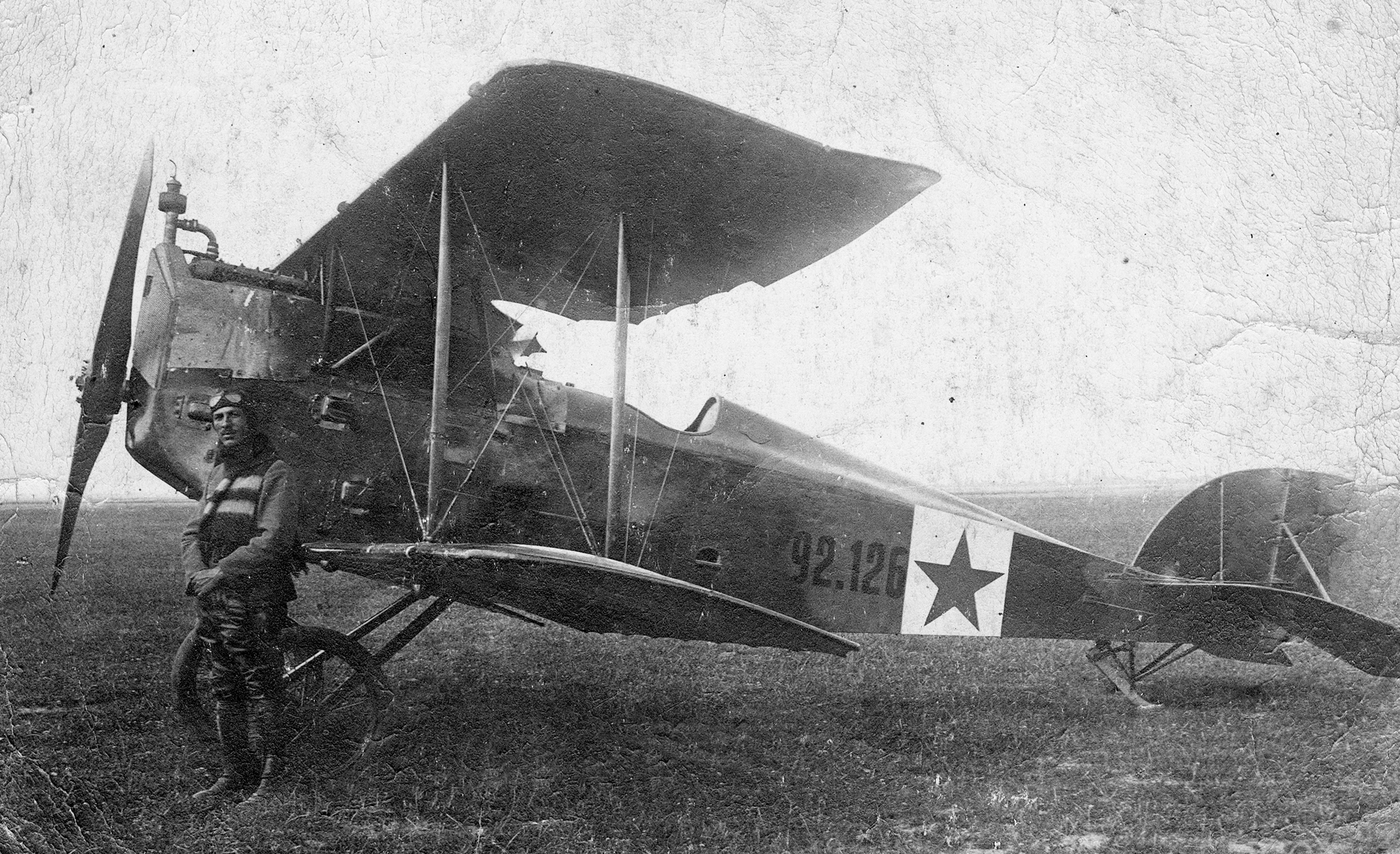
Aviatik Berg D.I a Magyar Tanácsköztársaság felségjelével

Különbségek a különböző sorozatok között az Austro-Daimler által használt motorok (185 LE, 200 LE, 210 LE, 225 LE), valamint a fegyverek elhelyezkedésében s más apróbb részletekben voltak.
Az Aviatik D.I egy jó harci repülőgépnek számított. Meglehetősen gyors volt, kiváló repülési tulajdonságokkal és manőverezhetőséggel rendelkezett. E tulajdonságai ellenére, azonban az új Aviatik gépet 1917 őszén, mikor először szolgálatba állították nem fogadta nagy lelkesedés a pilóták között. A korai repülőgépen több, szerkezeti hiányosság is volt, de a felmerült problémákat később helyesbítették; a módosított változat fogadtatása ezután már pozitív volt.
Az első Aviatik DI Fluggeschwader I. (FLGI, később Flik 101G-re átnevezett) szériát a motorblokk 2 oldalán elhelyezett 2 szinkronizált Schwarzlose géppuskával látták el a Divača repülőtéren, Szlovéniában.
A gépek az Austro-Daimler vízhűtéses soros motorjainak változataival voltak felszerelve.
Végsebességük 115 mérföld/óra, magasságuk felső határa 20 100 méter, repülési idejük 2 óra 30 perc volt.
Az osztrák-magyar légi egységek a D.I típust széles körben használták egészen az első világháború végéig a keleti, az olasz és a balkáni frontokon, főként a felderítő változatot.
A D.II változatú modell 1918 végén lépett működésbe két sorozattal (39 és 339). A D.III 230 LE Hiero motorral és a Dr. I triplane fejlesztés csak prototípusok maradtak.
Az Aviatik D.I-el számos híres ász, többek között: Frank Linke-Crawford, Karl Sabeditsch és Karl Turek is repült.

## Aviatik D.I pilóták
- Macourek Béla
- Roman Schmidt
- Alois Rodlauer